# Kruiswaterbrug
De Kruiswaterbrug is een brug in Friesland in de A7 tussen Sneek en de Afsluitdijk ter hoogte van Bolsward in de splitsing met de Wijmerts en de Workumertrekvaart. Dit tezamen wordt het Kruiswater genoemd, vandaar de naam Kruiswaterbrug.
De brug heeft een doorvaarthoogte van 2,80 meter en staat op de lijst van slecht onderhouden bruggen en wordt in het laatste kwartaal van 2013 en het eerste kwartaal van 2014 gerenoveerd.
De brug heeft een houten en een metalen klep. Alleen de zuidelijke metalen klep heeft te maken met vermoeiing en wordt vervangen. Ook de bediening en de besturing worden vernieuwd.

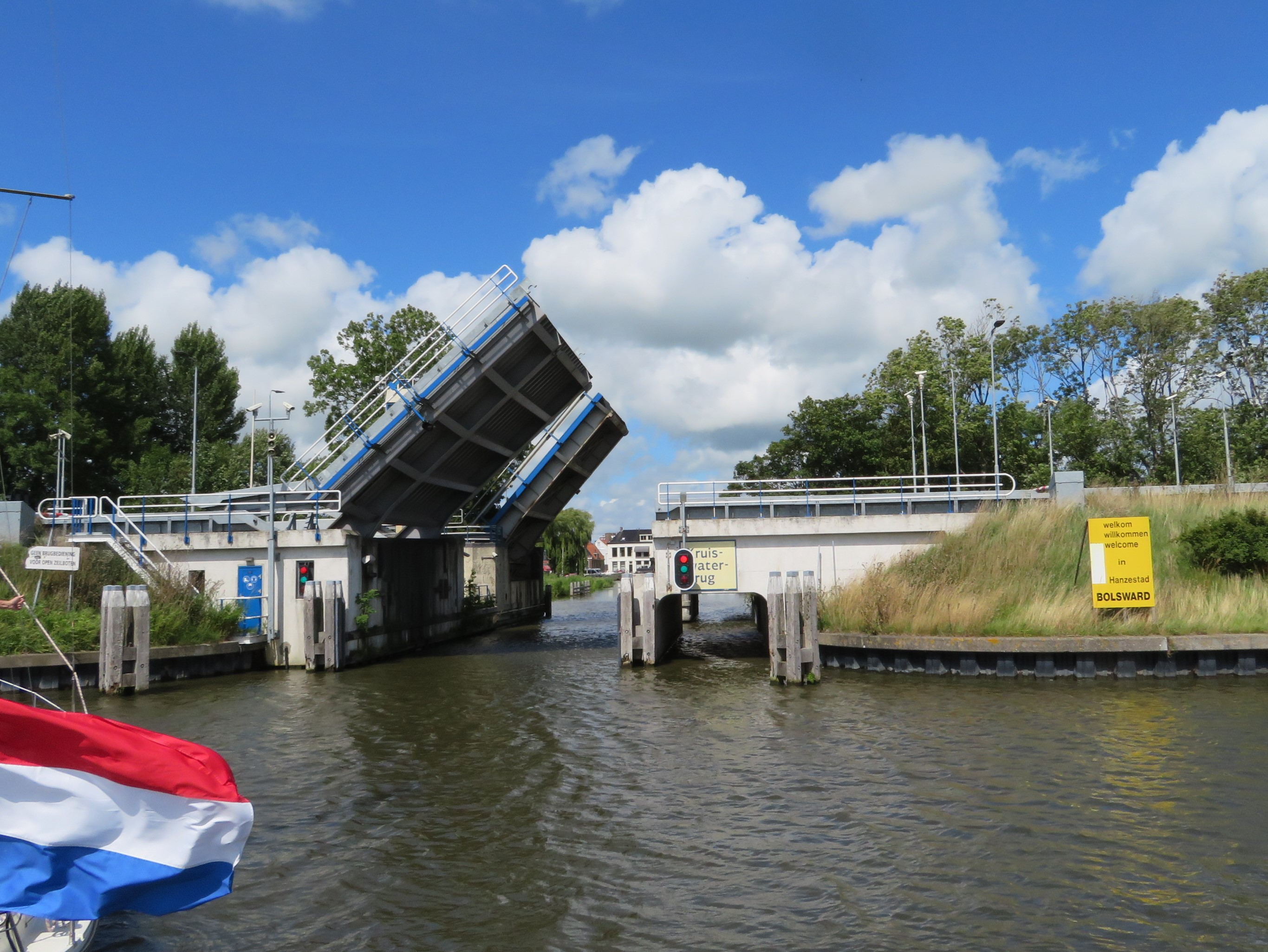
De Kruiswaterbrug in 2020